# Lokole (tambour)
Pour les articles homonymes, voir Lokole.
Le lokole est un tambour à fente traditionnel de la peuplade mongo et utilisé dans différentes régions de la République du Congo et de la République démocratique du Congo, notamment au Kasaï.

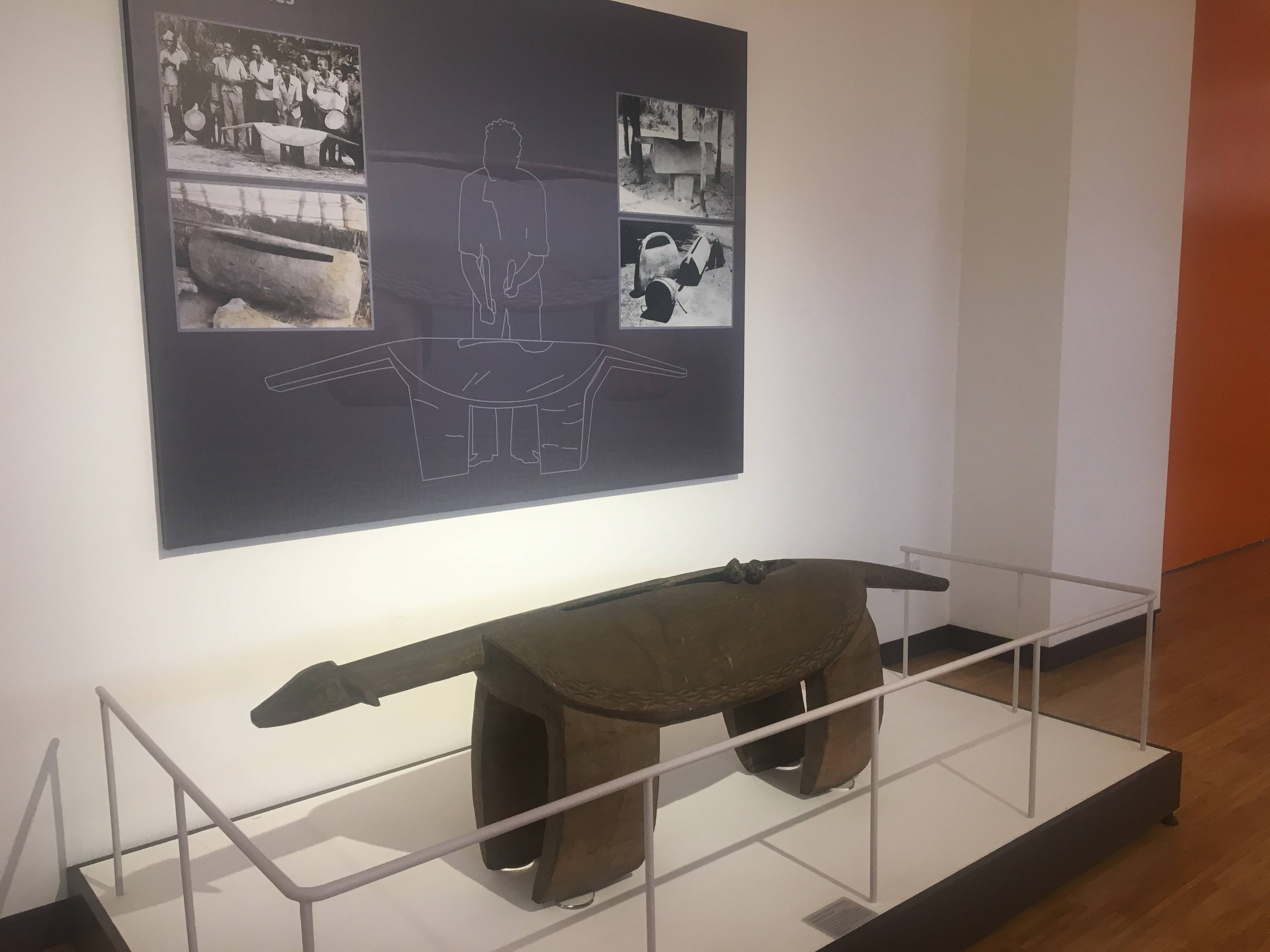
Lokole au Musée national de la république démocratique du Congo.

Le lokolé est utilisé tant comme instrument de musique que comme tambour pour envoyer des messages dans la brousse, entre autres pour annoncer aux villages voisins une naissance, un deuil, un mariage, le marché ou encore l'arrivée d'un personnage important.
C'est un tambour à fente au son grave, traditionnellement fabriqué à partir d'un tronc d'arbre creusé, utilisé avec des baguettes, et qui peut produire une petite gamme ou notes basses.

## Sur un billet de banque
Le lokolé est représenté sur le billet de 200 francs congolais.

## Dans la musique contemporaine
Le chanteur congolais Papa Wemba l'utilise dans sa musique, avec d'autres instruments. Cet artiste a d'ailleurs appelé deux des groupes dans lesquels il a joué « Isifi Lokole » et « Yoka Lokole ».